# Aeroportul Municipal Algona
Aeroportul Municipal Algona (IATA: AXG, ICAO: KAXA, FAA LID: AXA) este un aeroport din Iowa, Statele Unite ale Americii ce deservește zona Algona⁠(d). A fost numit după zona deservită.
Situat la o altitudine de 372 m, aeroportul dispune de 2 piste.

## Infrastructură

### Piste
Aeroportul dispune de 2 piste. Pista 12/30 are suprafața de beton și dimensiunile 3.960 picioare × 75 picioare. Pista 18/36 are dimensiunile 2.895 picioare × 160 picioare. 